# Pes superwèlter
Pes superwèlter, pes mitjà junior o pes mitjà lleuger, és una categoria competitiva de la boxa i d'altres esports de combat, la qual agrupa a competidors de pes intermedi. Dins la boxa, només existeix a la pràctica professional, comprenent els púgils que pesen més de 66,678 quilos (147 lliures) i menys de 69,853 quilos (154 lliures).

## Història
La divisió va ser establerta el 1962, quan el Consell de Control Austríac va reconèixer un combat entre Emile Griffith i Teddy Wright pel campionat mundial, realitzat el 7 d'octubre d'aquell any, el qual va guanyar Griffith. Tres dies després es va crear l'Associació Mundial de Boxa (WBA), quan Denny Moyer va derrotar a Joey Giambra. El Consell Mundial de Boxa va donar reconeixement al campió de la WBA fins al 1975, quan va organitzar un combat entre Miguel de Oliveira i José Durán, guanyat pel primer. La Federació Internacional de Boxa va organitzar la primera baralla per aquesta categoria el 1984, quan Mark Medal va guanyar el combat contra Earl Hargrove.
Alguns destacats boxejadors en aquesta categoria han estat Nino Benvenuti, Sugar Ray Leonard, Thomas Hearns, Julian Jackson, Roberto "Mà de Pedra" Durán, Óscar de la Hoya, Terry Norris, Floyd Mayweather Jr. i Mike McCallum. Winky Wright va ser el primer campió indiscutit després de 1975, quan va unificar el seu títol de la IBF amb Sugar Shane Mosley, reconegut per la WBC i la WBA el 13 de març de 2004, i conservant-lo fins al 2005.

## Campions mundials professionals
| Campions recents de pes superwèlter | Campions recents de pes superwèlter | Campions recents de pes superwèlter | Campions recents de pes superwèlter | Campions recents de pes superwèlter | Campions recents de pes superwèlter |
| Associació                          | Des de                              | Campió                              | País                                | Rècord                              | Defenses                            |
| ----------------------------------- | ----------------------------------- | ----------------------------------- | ----------------------------------- | ----------------------------------- | ----------------------------------- |
| CMB                                 | 5 de març de 2011                   | Saúl Álvarez                        | Mèxic                               | 36-0-1 (26 KO)                      | 0                                   |
| AMB                                 | 5 de juny de 2005                   | Miguel Cotto                        | Puerto Rico                         | 35-2 (28 KO)                        | 0                                   |
| FIB                                 | 27 de març de 2008                  | Cornelius Bundrage                  | EUA                                 | 30-4-0-1 (18 KO)                    | 0                                   |
| OMB                                 | 3 de desembre de 2005               | Sergiy Dzinziruk                    | Ucraïna                             | 37-0 (23 KO)                        | 6                                   |